# Division centrale (Fidji)
Pour les articles homonymes, voir Région centrale.
La région centrale est l'une des quatre régions dans l'organisation administrative fidjienne correspondant essentiellement à l'est de l'île de Viti Levu. La capitale de région se situe à Suva.

## Provinces
L'île est divisée en cinq circonscriptions :
| Régions | Province (Yasana) | Roko Tui                      | Superficie (km²) | Population (1996) |
| Région centrale | Naitasiri         | Ratu Solomoni Boserau         | 1666             | 126,641           |
| Région centrale | Namosi            | Ratu Kiniviliame Taukeinikoro | 570              | 5,742             |
| Région centrale | Rewa              | Vacant1                       | 272              | 101,547           |
| Région centrale | Serua             | Atunaisa Lacabuka             | 830              | 15,461            |
| Région centrale | Tailevu           | Josefa Seruilagilagi          | 755              | 48,216            |
| 1 Ro Teimumu Kepa, le Roko Tui Dreketi (grand chef de Rewa de la confédération Burebasaga) que le conseil souhaite voir occuper le poste, ayant jusqu'en décembre 2006 des responsabilités gouvernementales ne peut à ce titre siéger au conseil provincial . |                   |                               |                  |                   |